# Ober Kostenz
Ober Kostenz település Németországban, Rajna-vidék-Pfalz tartományban. Lakosainak száma 253 fő (2023. december 31.). Ober Kostenz Nieder Kostenz, Metzenhausen, Schwarzen és Kirchberg községekkel határos.

## Népesség
A település népességének változása:
| Lakosok száma | 241  | 270  | 247  | 230  | 250  | 246  | 253  |
|               | 1975 | 2010 | 2017 | 2019 | 2021 | 2022 | 2023 |